# 寧斯卡鎮區 (堪薩斯州考利縣)
寧斯卡鎮區（英語：Ninnescah Township）為美國堪薩斯州考利縣轄下的鎮區。2010年美国人口普查中該鎮區人口有1,050人。

## 地理
寧斯卡鎮區涵蓋總面積為92.83平方（35.84平方英里），且含一個已建制定居點尤德爾。

### 墓園
根據美國地質調查局的資料，此鎮區擁有2座墓園：
- 寧斯卡墓園（Ninnescah Cemetery）
- 尤德爾墓園（Udall Cemetery）

### 溪流
通過此鎮區的溪流有：
- 克魯克德溪（Crooked Creek）
- 斯圖爾特溪（Stewart Creek）

## 人口統計
根據2010年美國人口普查，寧斯卡鎮區人口有1,050人，住房459戶，人口密度為11.31人/每平方公里。此鎮區居民之種族中，白人佔95.05%，非裔美國人佔0%，美洲原住民佔2%，亞裔美國人佔0.19%，太平洋島裔美國人佔0%，其他種族佔0.38%，混血種族則佔2.38%。而西班牙裔或拉丁裔美國人佔此鎮區人口的2.29%。

## 外部連結
- City-Data.com （页面存档备份，存于）